# Frontière entre la Nouvelle-Écosse et le Québec
La frontière entre la Nouvelle-Écosse et le Québec est un segment de frontière séparant séparant les provinces canadiennes du Nouveau-Brunswick et du Québec. Tout comme les autres segments maritimes des frontières du Québec dans le golfe du Saint-Laurent, l'existence de la frontière entre la Nouvelle-Écosse et le Québec est soumis au statut territorial du golfe. Dans le cas où le golfe serait séparé entre les provinces, ce segment de frontière joindrait le segment Île-du-Prince-Édouard-Québec au segment Québec-Terre-Neuve-et-Labrador des frontières de la province.